# Seznam osebnosti iz Občine Ankaran
Seznam osebnosti iz Občine Ankaran vsebuje osebnosti, ki so se tu rodile, delovale ali umrle.
Občina Ankaran obsega le naselje Ankaran.

## Religija
- Rafko Valenčič (*1937, Mereče) - teolog, duhovnik, v Ankaranu opravljal kaplansko službo, med letoma 1968 in 2000 je predaval pastoralno teologijo, moralno teologijo in pastoralno sociologijo na Teološki fakulteti v ljubljani, med letoma 1986 in 1990 pa je bil dekan fakultete

## Šolstvo, znanost in humanistika
- Elen Twrdy (*1996, Koper) - raziskovalka, univerzitetna profesorica, sodelovala je z gospodarstvom in bila od leta 2013 do 2017 podpredsednica nadzornega sveta Luke Koper,d.d., od leta 2020 pa je predsednica Mednarodnega propeler kluba pristanišča Koper
- Bogomil Vargazon (1914, Zidani Most - 2004, Ljubljana) - internist, pol 1958 se posveča predvsem revmatologiji in organizaciji te stroke na Slovenskem
- Andrej Ažman (1937, Celje - 1980, Ljubljana) - kemijski fizik, predaval na poletnih šolah in se udeležil več kongresov in znanstvenih simpozijev v Ankaranu
- Maksimilijan Kovač (*1925, Celje) - zdravnik, ortoped, posvečal se je kirurški terapiji sklepnih oblenj degerativnega in revmatičnega kroga;
- primarij Vaclav Pišot (1914,Ljubljana - 1984 Koper), zdravnik, ortoped, ravnatelj Ortopedske bolnišnice Valdoltra]]
- primarij mag. Venčeslav Pišot (1943,Črnomelj, zdravnik, ortoped, direktor Ortopedske bolnišnice Valdoltra]] 1986-2013
- Radoslav Marčan (*?) - zdravnik, ortoped, direktor  Ortopedske bolnišnice Valdoltra

## Kultura in umetnost

### Slikarji, ilustratorji, kiparji, arhitekti
- Sašo Nedeljko Stevović (*1945, Borje) - akademski slikar, kipar, restavrator, risar, vodil oblikovanje Tomosovih izdelkov, deloval v Kopru in Ankaranu
- Benjamin Svetina (1907, Trst - 1966, Ankaran) - arhitekt, specializiral se je predvsem za projektiranje zdravstvenih ustanov
- Viljem Strmecki (1914, Tržič - 1990, Ljubljana) - arhitekt, za Ankaran je leta 1956 izdal generalni in zazidalni urbanistični načrt
- Ivan Bergant (*1938, Celje) - arhitekt, zastavil idejni načrt za cerkev sv. Brigite v Ankaranu

### Glasbeniki
- Janez Bončina - Benč (*1948, Ljubljana) -  glasbenik, pevec, deloval v glasbenih skupinah Helioni, The Generals, Srce, Karamela, September in Mladi levi; osnovno šolo opravljal v Ankaranu

### Režiserji in filmski delavci
- František Čap (1913, Čachovice - 1972 Ankaran) - režiser, scenarist, montažer, velja za utemeljitelja sodobnega slovenskega filma, v Piranu se po njem imenuje ulični prehod, kjer stoji tudi njegova spominska plošča
- Milan Guček (1917, Dobrnič - 1986, Ljubljana) - pisec, filmski delavec, leta 1956 je bil soustanovitelj Viba filma, od upokojitve leta 1968 je iz zdravstvenih razlogov živel v Ankaranu

## Športniki
- Anja Osterman (*1993) - kajakašica in kanuistka pri KK Adria Ankaran

## Gospodarstvo in kmetijstvo
- Anton Gržina (1892, Ilirska Bistrica - 1965, Ankaran) - posestnik, zadružnik, sadjar, živinorejec, zanimal se je za nove sadne sorte in za modernizacijo sadjarstva v Brkinih, dosegel je javna priznanja na področju živinoreje
- Stanko Kovačič (1898, Trst - 1977, Ankaran) - kmetijski in gospodarski strokovnjak, kemik, direktor Inštituta za razvoj kmetijstva v Škocjanu pri Kopru
- Ante Flego (1902, Vodnjan - 1959, Koper) - kmetijski strokovnjak, ukvarjal se je z sadjarstvom in vinogradništvom, služboval je na Zavodu za raziskovanje kmetijstva in na Okrajni zadružni zvezi

## Politika
- Gregor Strmčnik (*1965, Celje) - politik, gospodarstvenik in prvi župan novoustanovljene občine Ankaran od leta 2011
- Ljubomir Koler (1917, Idrija - 1981, Ankaran) - tigrovec, politični delavec
- Barbara Švagelj (*1969, Piran) - aktualna podžupanja občine Ankaran
- Martina Angelini (*1974, Ankaran) - aktualna podžupanja občine Ankaran